# Ghost Recon 2: Summit Strike
Tom Clancy's Ghost Recon 2: Summit Strike é a expansão do jogo Tom Clancy's Ghost Recon 2.

## Linha Histórica
No ano de 2012, o Casaquistão vive em caos. O presidente e o Secretário de Segurança foram assassinados numa explosão onde aponta-se como autor o mundialmente famoso terrorista paquistanês Aamir Rahil. Com a morte do presidente, os militares casaquistaneses dividiran-se em facções na busca pelo controle do país. Rahil se consolidou no poder usando seus contatos corruptos no exército casaquistanês. Um grande grupo de soldados leais ao Casaquistão está trabalhando junto com a ONU para estabilizar a região. A unidade Ghost foi enviada para capturar Rahil e neutralizar suas forças militares. Eles estão trabalhando em conjunto com um contato no exército casaquistanês, Grigoriy Koslov. Assim, os Ghost's e Koslov atuam nas sombras enquanto as forças da ONU fazem a investida principal contra as tropas de Rahil e tentam tirá-lo das montanhas ao sudoeste para as áridas áreas do oeste.

### Armas do Jogo
Unidade Ghost Recon
- FN SCAR com diversas variações, incluindo versões com o lança-granadas XM320.
- A-91
- MG4
- LRS.338 Sniper
- XM25
- FAMAS
- Steyr AUG*
- AUG/XM320*
- FN SCAR-L AR* squad automatic weapon variação do SCAR-L
- M16 sem o M203*
- M4SD*, suppressed M4
- MIA SR, pequena variação do Rifle Sniper M14 DMR

Inimigos
- PKM
- SVU, variação do clássico Dragunov SVD
- AK-74M